# Sylvain Boulay

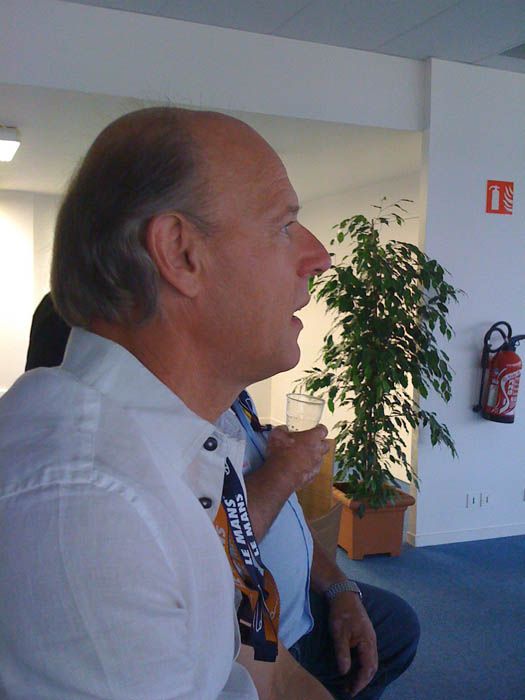
Sylvain Boulay 2011

Sylvain Boulay (* 3. Juli 1955 in Saint-Mars-d’Outillé) ist ein ehemaliger französischer Autorennfahrer.

## Karriere im Motorsport
Sylvain Boulay war in seiner Karriere sieben Mal beim 24-Stunden-Rennen von Le Mans am Start. Sein Debüt gab er 1987 für das Rennteam seines Landsmanns Louis Descartes. Mit den Partnern Michel Lateste und Gérard Tremblay konnte er das Rennen beenden, das Team wurde aber mangels zurückgelegter Distanz nicht gewertet. 13 Jahre später, bei seinem vierten Antreten, erreichte er die erste Platzierung im Gesamtklassement. Er pilotierte einen WR LMP von Welter Racing mit seinen Partnern Richard Balandras und Yōjirō Terada an die 26. Stelle im Schlussklassement. Seine beste Platzierung in Le Mans war der 24. Endrang 2003; eingefahren gemeinsam mit  Michele Rugolo und Jean-Bernard Bouvet auf einem Durango LMP1.
Sein bestes Ergebnis abseits von Le Mans war der elfte Rang beim 1000-km-Rennen von Spa-Francorchamps 2004.

## Statistik

### Le-Mans-Ergebnisse
| Jahr | Team                        | Fahrzeug     | Teamkollege       | Teamkollege              | Platzierung     | Ausfallgrund         |
| ---- | --------------------------- | ------------ | ----------------- | ------------------------ | --------------- | -------------------- |
| 1987 | Automobiles Louis Descartes | ALD 02       | Michel Lateste    | Gérard Tremblay          | nicht klassiert |                      |
| 1988 | Automobiles Louis Descartes | ALD 04       | Michel Lateste    | Gérard Tremblay          | Ausfall         | Zylinderkopfdichtung |
| 1994 | Stealth Engineering         | ALD 06       | Dominique Lacaud  | Bernard Robin            | Ausfall         | Motorschaden         |
| 2000 | Rachel Welter               | WR LMP       | Richard Balandras | Yōjirō Terada            | Rang 26         |                      |
| 2003 | Automotive Durango SRL      | Durango LMP1 | Michele Rugolo    | Jean-Bernard Bouvet      | Rang 24         |                      |
| 2004 | Noël del Bello Racing       | Reynard 2KQ  | Bruno Besson      | Jean-Luc Maury-Laribière | Ausfall         | Unfall               |
| 2005 | Gérard Welter               | WR LMP04     | Robert Julien     | Jean-Bernard Bouvet      | Ausfall         | Defekt               |

### Einzelergebnisse in der Sportwagen-Weltmeisterschaft
| Saison | Team                  | Rennwagen | 1   | 2   | 3   | 4   | 5   | 6   | 7   | 8   | 9   | 10  | 11  |
| ------ | --------------------- | --------- | --- | --- | --- | --- | --- | --- | --- | --- | --- | --- | --- |
| 1987   | Automobiles Descartes | ALD 02    | JAR | JER | MON | SIL | LEM | NÜN | BRH | NÜR | SPA | FUJ |     |
| 1987   | Automobiles Descartes | ALD 02    |     |     |     | 14  | DNF |     |     |     |     |     |     |
| 1988   | Louis Descartes       | ALD 03    | JER | JAR | MON | SIL | LEM | BRÜ | BRH | NÜR | SPA | FUJ | SAN |
| 1988   | Louis Descartes       | ALD 03    | DNF |     |     |     | DNF |     |     |     |     |     |     |